# The Anchor Hotel
The Anchor Hotel é um filme adulto voltado para o público gay de 1997 dirigido por Kristen Bjorn. O filme tem 115 minutos de duração e apresenta 23 modelos. O vídeo centra em militares marinheiros que estão aportados em Miami em um hotel da cidade. O filme recebeu diversas críticas positivas e recebeu inúmeras premiações.

## Cenas
1. Mark Anthony, Pedro Pandilla, e Rafael Perez em uma cena a três.
2. Dean Spencer, Andras Garotni, e Ivan Cseska em uma cena a três.
3. O homem na cena solo; Sasha Borov, Sandor Vesanyi, Ferenc Botos, e Gabor Szabo em cena a quatro.
4. Antonio DiMarco e outros nove homens, incluindo cinco mascarados, em uma orgia vodu.
5. Igor Natenko and Karl Letovski

## Recepção
Adam Gay Video Directory marcou The Anchor Hotel com cinco de cinco estrelas e classificou o filme como "o melhor de Bjorn". Keeneye Reeves do TLA Video e a  Gay Chicago Magazine pontuou o filme com quatro estrelas. Brad Benedict da Ambush MAG afirmou que o filme era "duas horas de homens bonitos".
O revisor do site Frisky Fans marcou o o filme com quatro de cinco estrelas, verificando que os atores usavam camisinha nas cenas, afirmando que o filme era bem detalhista. Entrementes, achou a cena de orgia o "mais fraco", mesmo com os modelos bonitos. 
Dois revisores de Rad Video elogiou o filme. Um deles, Tim Evanson, chamou de redenção de Bjorn de filmes passados que ele havia avaliado negativamente, embora tenha dito que a cena a quatro era fraca e que alguns dos atores tinham problemas com ereção durante a cena de orgia
No Grabby Awards de 1997 o filme foi premiado como "Best International Video", e Kristen Bjorn venceu como  "Best Director" pelo filme e mais dois.